# Corydoras adolfoi
Corydoras adolfoi Burgess, 1982 è un pesce d'acqua dolce appartenente alla famiglia Callichthyidae.

## Distribuzione e habitat
Proviene dalle zone umide e dagli affluenti del Rio Negro che si trovano nelle foreste, in particolare nel comune brasiliano São Gabriel da Cachoeira. 

## Descrizione
Il corpo, compresso sull'addome e sui lati, raggiunge una lunghezza di 5,7 cm. La colorazione è rosata con due macchie nere, una lungo il dorso e una che passa dall'occhio, sulla testa. Tra queste due macchie è presente un'area arancione, che ne permette la distinzione da Corydoras burgessi. Può essere confuso con Corydoras duplicareus.

## Biologia

### Comportamento
Forma piccoli gruppi. Nuota sempre vicino al fondo.

### Riproduzione
È oviparo e non ci sono cure verso le uova.

### Alimentazione
È onnivoro.

## Acquariofilia
Può essere allevato in acquario, dove talvolta riesce a riprodursi.

## Conservazione
Questa specie viene classificata come "a rischio minimo" (LC) dalla lista rossa IUCN perché è minacciato dalla cattura per l'allevamento in acquario, ma il suo areale, che non è particolarmente esteso, non è facile da raggiungere.